# 延展心靈論
在心灵哲学的范畴，延展心灵论假设心灵并不仅存在于大脑或身体中，而是延伸到物质世界中。根据延展心灵论，外部环境的某些物体可以构成认知过程的一部分，并以这种方式充当心灵本身的延伸。此类物体的例子包括日记或PC等涉及存储信息的对象。延展心灵论认为心灵涵盖了认知的各个层面，包括身体层面。

## 延展认知假设（HEC）
延展心灵假设（英語：Hypothesis of extended mind，HEM）由安迪·克拉克（Andy Clark）和大卫·查尔莫斯（David Chalmers） 在1997年合著的论文《延展心灵（The Extended Mind）》中被正式清楚地提出。其认为在某些条件下，认知过程由大脑、身体与世界共同实现。 “按照字面的意义上理解，人类的认知过程延展入环绕生物体的环境，而人类的认知状态整体或部分地包涵了该环境的元素；因此，尽管皮肤和头皮或许包裹着人类有机体，但它们并没有划定思维主体的界限。”

## 延展心灵假设（HEM）
克拉克和查尔莫斯在同一篇论文中也提出了延展认知假设（英語：Hypothesis of extended cognition，HEC），其认为信念等精神状态（mental state）可以部分由环境构成。

## 其他
普特南曾用孪生地球的思想实验来论证外在主义，说明构成语词的意义不存在于脑中而取决于环境，延展心灵假设表明的则是一种极端的外在主义，克拉克和查尔莫斯称为积极的外在主义（active externalism），认为系统中所有的构件都扮演积极的角色，即使是人体外部的构件在整个认知系统中也有重要的地位，如果移除了外部构件，系统的行动能力也会下降，就像移除大脑的某个部分一样。人类机体与外延实体通过双向互动链接，形成一个能够被视作是认知系统的“耦合系统”。